# Henri Zisly

Bandera del anarquismo verde.

Henri Zisly (París, 2 de noviembre de 1872; muerto en 1945) fue un anarquista y naturista individualista francés. Participó junto a Henri Beylie y Émile Gravelle en muchas revistas como La Nouvelle Humanité y La Vie Naturelle, que promovían el anarco-naturismo.
La actividad política de Zisly, "dirigida principalmente a apoyar el regreso a la 'vida natural' a través de la escritura y la participación práctica, estimuló vivaces confrontaciones dentro y fuera del entorno anarquista. Zisly criticó vívidamente el progreso y la civilización, que consideraba 'absurdos, innobles y sucios'. .' Se opuso abiertamente a la industrialización, argumentando que las máquinas eran inherentemente autoritarias, defendió el nudismo, abogó por una adhesión no dogmática y no religiosa a las 'leyes de la naturaleza', recomendó un estilo de vida basado en necesidades limitadas y autosuficiencia, y no estuvo de acuerdo con el vegetarianismo. que él consideraba 'anticientífico'".

## Obras
- En Conquête de l'état naturel, 1899
- Voyage au beau pays de Naturie, 1900
- La Conception du naturisme libertaire, 1920
- Naturisme pratique dans la civilisation, 1928